# Književnost u 1814.
◄◄ | ◄ | 1811. | 1812. | 1813. | 1814.  | 1815. | 1816. | 1817. | ► | ►►
Arhitektura • Astronomija • Biologija • Glazba • Kazalište • Kemija • Kiparstvo • Knjige • Književnost • Kršćanstvo • Meteorologija • Medicina • Politika • Pravo • Promet • Slikarstvo • Šport • Znanost
Književnost u 1814.

## Svijet

### Rođenja
- 9. ožujka – Taras Grigorovič Ševčenko, ukrajinski pjesnik, slikar i humanist († 1861.)
- 2. listopada – Mihail Ljermontov, ruski pjesnik († 1841.)

## Vanjske poveznice
|  | Zajednički poslužitelj ima još gradiva o temi Književnost u 1814. |